# Blohm + Voss
Pour les articles homonymes, voir Blohm et Voss (homonymie).
Blohm & Voss  est une société de construction navale allemande, créée en 1877 et située à Hambourg.
Le logo de l'entreprise est un rectangle bleu foncé simple avec des coins arrondis portant les lettres blanches « Blohm + Voss ». Jusqu'en 1955, le nom de la société a été représenté avec l'esperluette.

## Histoire

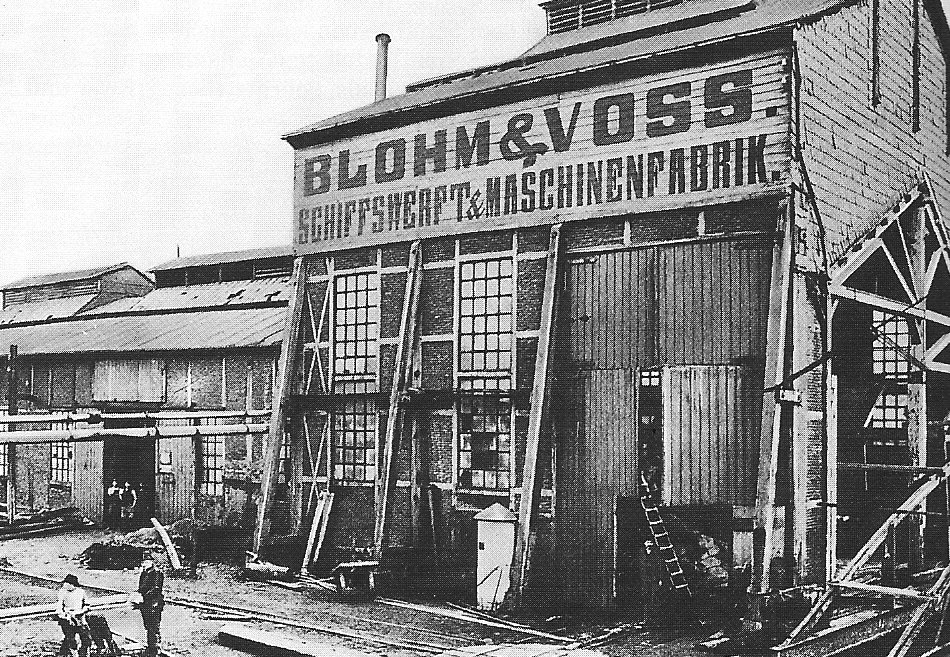
Blohm & Voss en 1877.

L'entreprise a été fondée le 5 avril 1877, par Hermann Blohm (de) et Ernst Voss (de) d'un partenariat général. Un chantier a été construit sur l'île de Kuhwerder, près de la Ville libre et hanséatique de Hambourg, couvrant 15 000 m2 avec 250 mètres de façade d'eau et trois cales de construction donc deux appropriées pour des navires jusqu'à 100 mètres de longueur. Le Peking, actuellement au Seaport Museum de New York, y a été construit en 1911.

### Première Guerre mondiale
Pendant la Première Guerre mondiale, la production principale fut la construction de sous-marins, même si l'entreprise n'avait initialement aucune expérience de ce type de navires et que les installations du chantier n'étaient pas conçues pour ces petits bâtiments. Un total de 98 sous-marins a ainsi été construit. Quelques navires de commerce, six grands torpilleurs et le croiseur léger SMS Cöln ont surgis du chantier pendant ces années de guerre. Deux croiseurs de bataille de la classe Mackensen ne furent pas terminés. Pour remplacer les travailleurs manquants appelés par la conscription (le service militaire), le chantier complétait les manques avec des femmes et avec des prisonniers de guerre.

### Entre-guerres

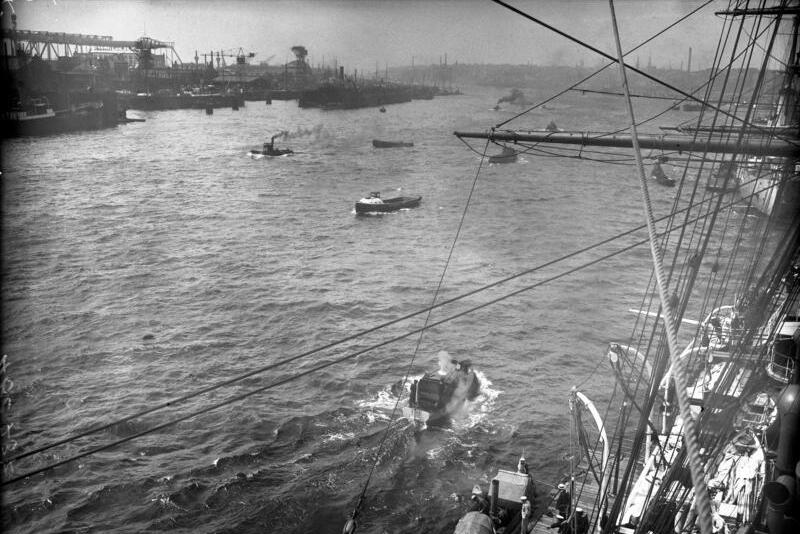
Vue de Steinwerder et du chantier naval en 1924.

Le procès des Conseils d'ouvriers et de soldats, le 11 novembre 1918, pour prendre le contrôle du chantier naval a échoué. En raison du manque d'argent international d'après-guerre, le carnet de commande reste vide jusqu'en 1922. Dans les années suivantes, toutefois, quelques navires sont construits, la plupart pour les compagnies maritimes H.A.P.A.G et Norddeutscher Lloyd.
En 1930, Hermann Blohm, l'un des deux fondateurs, décède, ses fils Rudolf (de) et Walther Blohm (de) avaient déjà pris la direction de l'entreprise depuis la fin de la guerre. Pendant la Grande Dépression, les chantiers se sont contentés de petites commandes et la mise au rebut des vieux navires. Le chantier naval en 1932 emploie un peu moins de 3 000 employés.

### Troisième Reich

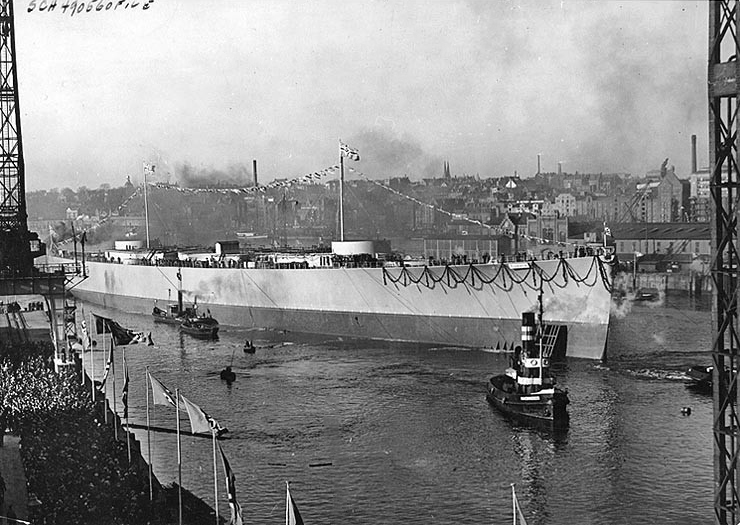
Lancement du Bismarck le 14 février 1939.

Avec la montée du parti nazi au pouvoir en 1933, commence le réarmement de l'Allemagne en violation du traité de Versailles.
Rudolf et Walther Blohm sont satisfaits de la Machtergreifung (prise du pouvoir) par le Parti national-socialiste, parce que les fonds publics sont utilisés massivement pour la préparation de la guerre avec un coup de fouet de la construction navale. Le nombre de commandes augmente, afin de mettre à niveau la flotte de la Kriegsmarine. L'export bénéficie du regain de commandes internationales.
La période s'illustre avec la construction d'un grand voilier, le trois-mâts barque Gorch Fock, en 1933.
Le chantier a été l'un des plus importants producteurs de navires commerciaux et navals du nouveau Reich allemand.
Blohm & Voss construit également le croiseur lourd Admiral Hipper en 1936, et le paquebot Wilhelm Gustloff en 1937 de l'organisation national-socialiste Kraft durch Freude (KdF). À cette époque, les chantiers navals emploient environ 14 000 employés.
Dans les actualités cinématographiques, dans un but de propagande du régime, sont présentées dans le détail les célébrations à l'occasion du lancement du cuirassé Bismarck le 14 février 1939, au milieu du port de Hambourg.
En 1938, est créée la société Blohm & Voss Abteilung Flugzeugbau par la fusion des chantiers navals de Hambourg avec la société Hamburger Flugzeugbau, un constructeur d'hydravions.
Jusque-là spécialisée dans la construction navale, la société conçoit et construit des avions pour la compagnie aérienne de l'État allemand d'avant-guerre Deutsche Luft Hansa, ainsi que pour la Luftwaffe. La section aéronautique de la société est nommée « Flugzeugbau Hamburger » ; les premiers avions produits reçoivent le code « Ha ». En septembre 1937, la filiale d'aviation est rebaptisée « Abteilung Flugzeugbau der Werft, Blohm & Voss », plus tard remplacé par « BV ».
La production se fait particulièrement remarquer par ses grands hydravions, en particulier le plus grand avion conçu, construit et exploité par l'une des forces de l'Axe, le BV 238. Les approches en construction aéronautique sont ingénieuses, avec des conceptions asymétriques.
Bien que se diversifiant dans l'aéronautique, pendant la Seconde Guerre mondiale, l'entreprise se concentre entièrement sur la construction de sous-marins, les fameux U-Boote, principalement des types VII C et XXI. Blohm + Voss a construit ainsi 224 sous-marins (dont 30 n'ont pas pu être terminés), soit vingt pour cent du nombre total des 1 153 U-Boote de la Kriegsmarine. L'entreprise se trouve donc être le premier fournisseur d'U-Boote, devant le consortium Deschimag et son leader AG Weser de Brême.
Sur les instructions du Oberkommando der Marine (Commandement suprême de la marine) est construite une longue cale sèche de 351 mètres : l'Elbe 17, achevée en 1942 et louée au chantier naval. Dans la même année, Rudolf Blohm était à la tête de la Commission de la construction navale principale de l'Empire allemand. Sa tâche consistait à augmenter la production des U-Boote pour la Kriegsmarine et à stimuler simultanément la construction navale civile dans l'Europe occupée. Quand il a échoué, parce qu'il ne pouvait pas fournir suffisamment de travailleurs, de matériaux et de chantiers de construction, il a été démis de ce poste. Même dans son propre chantier naval, il y avait des goulets d'étranglement. Pour répondre aux exigences du gouvernement national-socialiste, en particulier l'augmentation de la construction sous-marine, Rudolf et Walther Blohm ont dû utiliser des milliers de travailleurs forcés venus de toute l'Europe, dans leurs chantiers.
De juillet 1944 à avril 1945, la société a utilisé des détenus de son propre sous-camp de concentration de son chantier naval de Hambourg-Steinwerder, un camp annexe du camp de concentration de Neuengamme. Un mémorial se dresse à présent dans le site du camp et la société continue de payer un montant non divulgué aux Fonds d'indemnisation des travailleurs forcés.

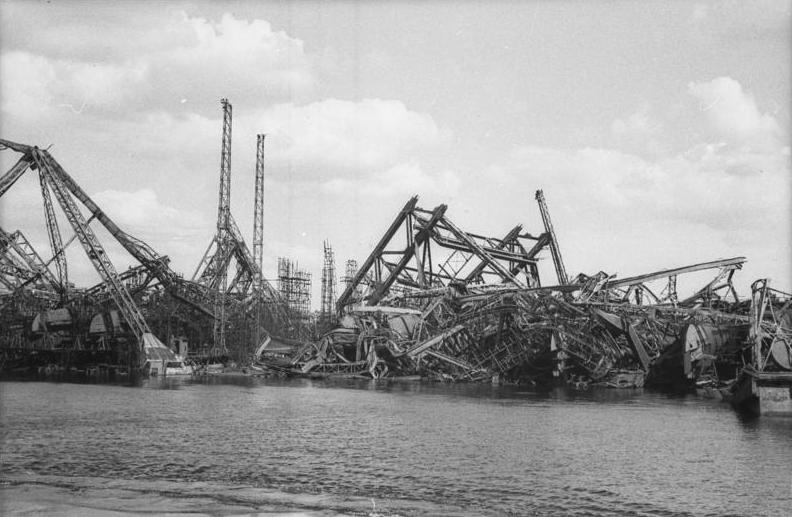
Photo d'après-guerre des chantiers détruits avec au premier plan des sous-marins du type XXI (photo de 1948).

Le chantier a été frappé par un total de 38 raids aériens, la première fois le 18 mai 1940 avec un total de 1 667 bombes explosives et 3 503 incendiaires enregistrées. En raison des trois installations d'abris anti-aériens sur place, les victimes parmi les travailleurs étaient relativement faibles. Le chantier a été fortement endommagé durant la guerre, restant capable de produire.
Le 31 décembre 1945 a été réalisée par ordre de l'administration militaire britannique la fermeture du chantier. En 1946 ont été détruits les échafaudages Helge, puis selon le rapport final de la conférence de Potsdam et les décisions prises, la quasi-totalité des actifs restants a été démontée au titre de  réparations de guerre.

### Après-guerre
En 1950, les chantiers emploient seulement 48 employés et 127 ouvriers. Après l'achèvement du démontage le 1er avril 1951, la société Steinwerder Industrie AG est créée, progressivement, avec l'autorisation des alliés, pour la réparation des navires en 1953, la construction de navires côtiers en 1954 et par la suite de navires de mer.
En 1955 les chantiers sont renommés « Blohm & Voss AG ».
Cinquante pour cent du capital de vingt millions de marks allemands appartenait au groupe Phoenix Rheinrohr AG qui est vendu. Ce dernier fut détenu en majorité par Amélie Thyssen. Le groupe Thyssen devient donc de plus en plus influent et la famille Blohm se retire progressivement de l'entreprise. Dans les années suivantes, l'entreprise se concentre principalement sur la construction de vraquiers. À partir de 1962, elle reçoit de nouveau des commandes de navires de guerre pour la Deutsche Marine.
Avec le redémarrage de la cale sèche Elbe 17, le 12 décembre 1967, les chantiers Blohm + Voss possèdent l'une des plus grandes cales sèches d'Europe.
1968 voit émerger les premiers navires porte-conteneurs de 1re génération des chantiers navals, les Classes Elbe-Express et Alster-Espress pour la compagnie maritime Hamburg America Line. À cette époque, environ 7 800 personnes sont employées par les chantiers.

### Milieu des années 1970 à 2008
Dans le milieu des années 1970, Blohm + Voss élargit sa gamme dans les produits offshore (plates-formes pétrolières, approvisionnement et installations de soutien) et dans les navires de guerre pour l'exportation avec les types MEKO. Environ quarante unités (frégates, corvettes) ont été construites jusqu'ici[Quand ?].
En 1995, Blohm + Voss AG réalise une scission en créant les entreprises indépendantes Blohm + Voss GmbH pour la construction navale avec environ 1 000 employés, Blohm + Voss Repair GmbH pour la réparation de navires et le fonctionnement du dock avec environ 350 employés et Blohm + Voss Industries GmbH pour les machines et installations avec environ 350 salariés.

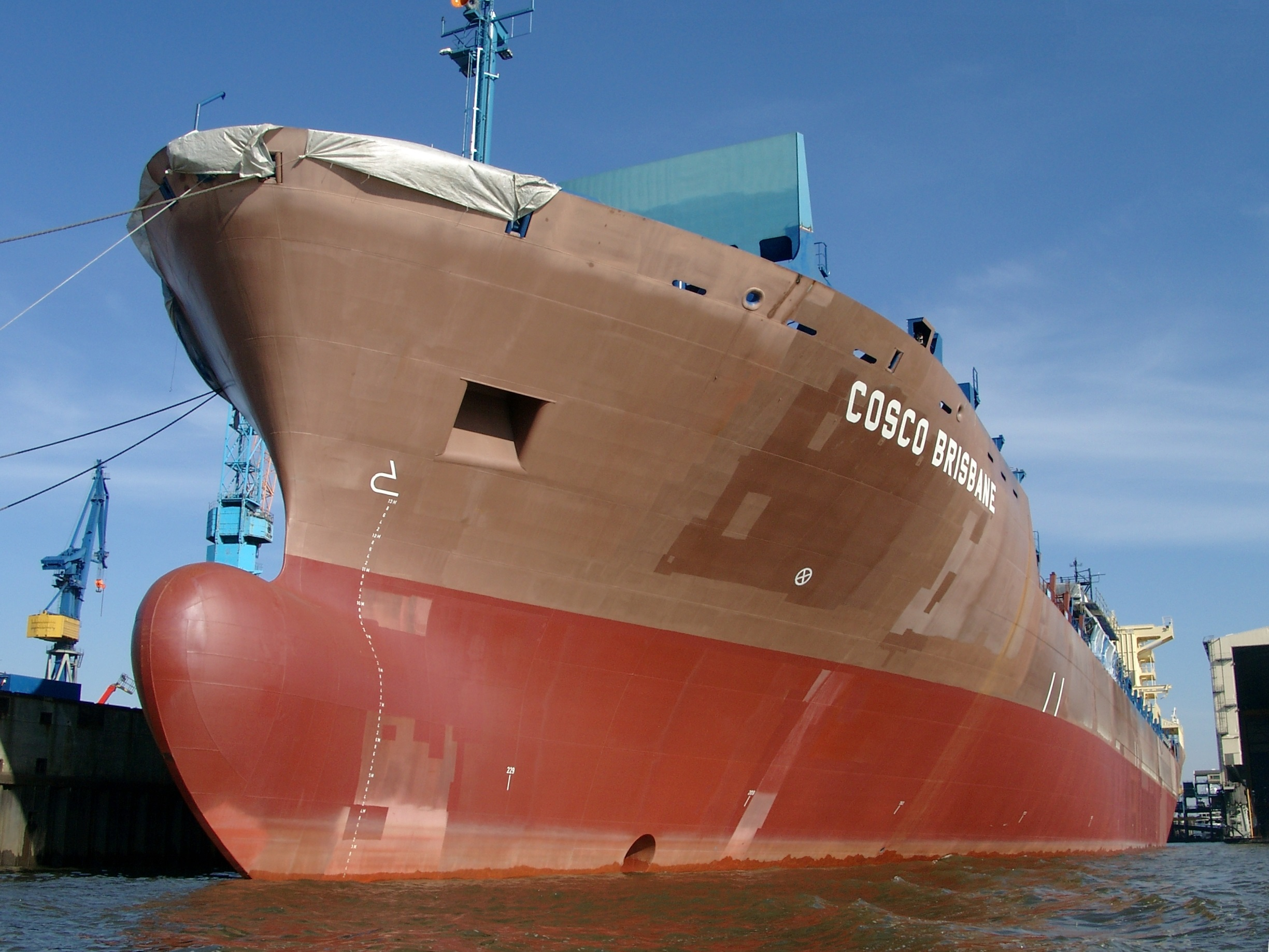
Le vraquier Cosco Brisbanele 3 avril 2005 en voie d'achèvement.

Les trois entreprises ont été regroupées sous la rubrique Blohm + Voss Shipyards & Services et font partie de janvier 2005 à 2010 des filiales de ThyssenKrupp Marine Systems AG (TKMS) par la fusion de ThyssenKrupp Werften, filiale de ThyssenKrupp AG, avec Howaldtswerke-Deutsche Werft
Ainsi, TKMS Blohm + Voss se concentre principalement sur les tâches de développement et de construction de méga yachts et les grands navires de guerre.
Au 5 janvier 2005, ThyssenKrupp Marine Systems regroupe les sociétés suivantes :
- Blohm + Voss ;
- Blohm + Voss Repair ;
- Blohm + Voss Industries ;
- Nordseewerke GmbH (NSW), à Emden ;
- Howaldtswerke-Deutsche Werft (HDW), à Kiel ;
- Kockums AB, en Suède ;
- Hellenic Shipyards, en Grèce.

La division des turbines est cédée en début de l'exercice 2006 à MAN Turbo AG et la division de défense de la Blohm + Voss Industries à la fin 2006 à Krauss-Maffei Wegmann.
En 2008 se produit une nouvelle réorganisation pour séparer les activités de construction navale civile et militaire. Blohm + Voss GmbH est divisée en :
- Blohm + Voss Shipyards GmbH (civil) ;
- TKMS Blohm + Voss GmbH Nordseewerke GmbH (militaire, et depuis le 1er juillet 2010, renommée « Blohm + Voss Naval GmbH »).

### Vente échouée à Abu Dhabi MAR, 2009-2011

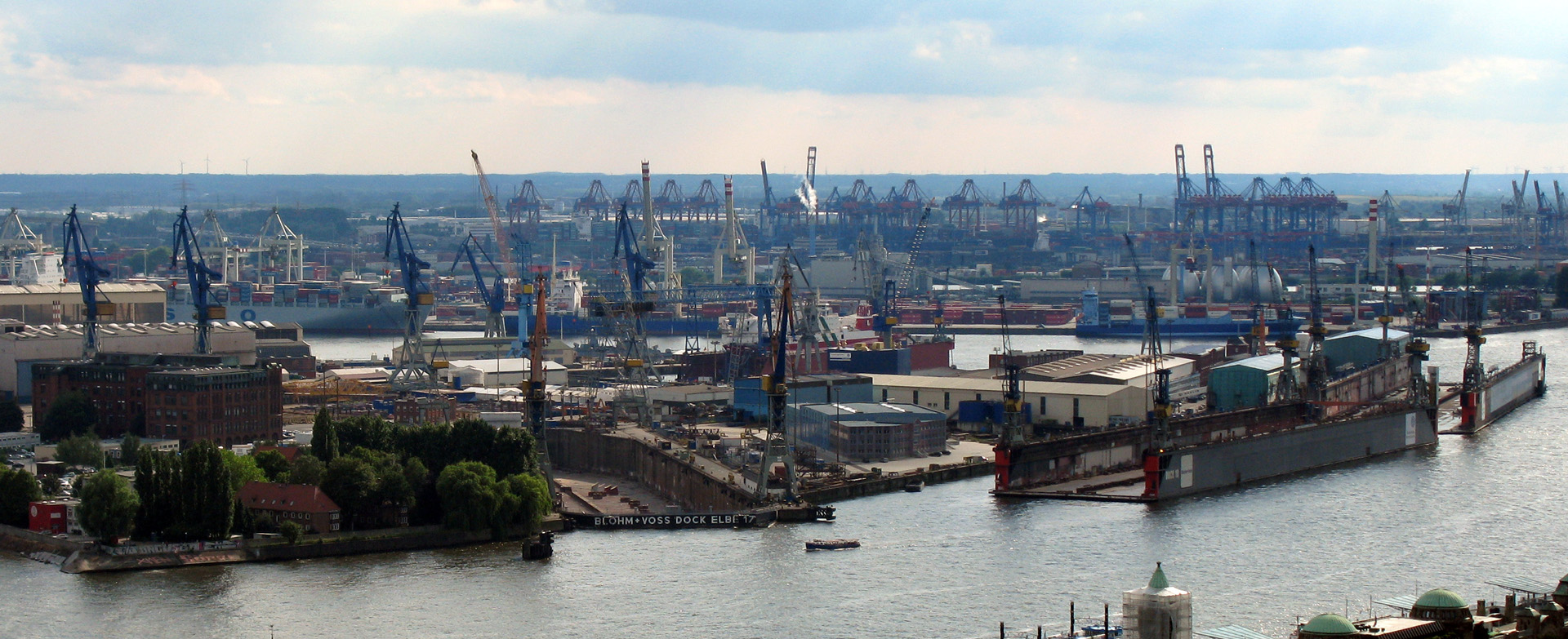
L'arsenal de Hambourg avec la forme de radoub Elbe 17 et deux pontons flottants (2009).

Le 15 octobre 2009, il est annoncé que la holding arabe Abu Dhabi MAR a convenu pour un groupe international de construction navale basée à Abu Dhabi, l'achat des sociétés Blohm + Voss Shipyards GmbH, Blohm + Voss Repair et Blohm + Voss Industries GmbH.
Le 24 mars 2010, Blohm + Voss, le dernier des grands chantiers navals dans le port de Hambourg, est officiellement vendu à l'investisseur arabe Abu Dhabi MAR. En avril 2010, le contrat de vente pour acquérir Blohm + Voss Shipyards à Hambourg et les installations de fabrication pour la construction navale civile de HDW Gaarden à Kiel est terminé. Abou Dhabi MAR rentre dans 80 % du capital de chacune des sociétés Blohm + Voss Repair et Blohm + Voss Industries. La société a également conclu un partenariat pour le secteur maritime, la mise en place d'une coentreprise à 50-50 sous le nom de Blohm + Voss Naval qui comprend la conception et la gestion de projet dans la construction navale. Fin juin 2011, il est annoncé qu'Abu Dhabi MAR a des difficultés évidentes avec le financement de l'achat.
Le 1er juillet 2011, ThyssenKrupp annonce que la vente de Blohm + Voss n'est pas finalisée. Seule la partie civile de HDW à Kiel-Gaarden est vendue à Abu Dhabi MAR. ThyssenKrupp annonce que les négociations avaient été retardées à plusieurs reprises pour la vente à la Holding en 2009 des parties civiles de Blohm + Voss de Hambourg et de Howaldtswerke-Deutsche Werft (HDW) de Kiel. Ces derniers mois, les conditions essentielles pour une approche commune avaient changé. Blohm + Voss reste sous le contrôle de ThyssenKrupp.

### Achat de la division civile par Star Capital Partners
À la mi-septembre 2011, les chantiers Lürssen basés à Vegesack ainsi que le fonds de capital-investissement britannique Star Capital Partners annoncent qu'ils sont intéressés par un rachat, qui pourrait être limité à certaines activités.
Début décembre 2011, ThyssenKrupp a approuvé la vente à Star Capital Partners, qui ne couvrait que la partie civile des chantiers avec près de 1 500 employés. La vente est achevée le 27 février 2012. Le prix d'achat a été estimé à environ 150 millions d'euros.

### Achat de Blohm + Voss Industries par SKF
Début 2013, Star Capital Partners revend la société Blohm + Voss Industries au groupe SKF,.
ThyssenKrupp se concentre désormais sur la construction navale.

### 2013
Le chantier naval allemand HDW pour la construction de sous-marins, Blohm + Voss Naval dans la construction de navires de guerre et Kockums AB également dans la construction navale restent sous contrôle de ThyssenKrupp Marine Systems (TKMS).

## Productions

### Construction navale
Quelques constructions remarquables :

#### Grand voiliers
- Flying P-Liner, incluant Petschili (1903), Pamir (1905), Passat (1911), Peking (1911), Pola (1916) et Priwall (1917)
- Prinzess Eitel Friedrich (1909) (plus tard Dar Pomorza)
- Les trois-mâts barques et les navires-écoles de la classe Gorch Fock

#### Paquebots et autres navires à passagers
- RMS Majestic, un paquebot de la White Star Line et le plus grand navire du monde jusqu'à l'arrivée du Normandie en 1935
- SS Cap Arcona, un paquebot de la Hamburg Süd qui a coulé avec de grosses pertes en vie vers la fin de la Seconde Guerre mondiale
- SS Europa, un paquebot de la Norddeutscher Lloyd et vainqueur du Ruban bleu
- MV Explorer, utilisé pour les programmes d'études universitaires des Semester at Sea (semestres en mer)
- Norway, construit en tant que paquebot transatlantique France, modifié comme un navire de croisière
- SS Potsdam, un paquebot de la Norddeutscher Lloyd à transmission turbo-électrique qui a servi comme transport de troupes des troupes alliées et puis comme navire e pèlerins pakistanais Safina-E-Hujjaj.
- TS Pretoria et TS Windhuk, cargo liner de la Deutsche Ost-Afrika Linie.
- Prinzessin Victoria Luise, un navire de la Hamburg America Line, le premier navire construit exclusivement pour la croisière
- Wilhelm Gustloff, navire de croisière de la Kraft durch Freude et la plus grande catastrophe maritime de tous les temps après avoir été coulé au cours de la Seconde Guerre mondiale.

#### Navires de guerre de la Première Guerre mondiale

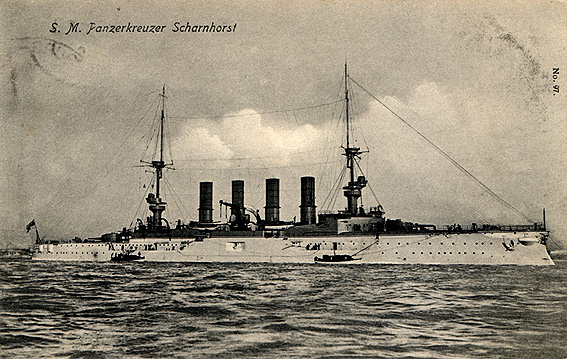
SMS Scharnhorst.

- SMS Glyndwr, porte-hydravions léger converti à partir d'un navire marchand
- SMS Von der Tann, croiseur de bataille
- SMS Goeben, croiseur de bataille
- SMS Moltke, croiseur de bataille
- SMS Scharnhorst, croiseur cuirassé
- SMS Seydlitz et SMS Derfflinger, des croiseurs de bataille lourdement endommagés dans la bataille du Jutland

#### Navires de guerre de la Seconde Guerre mondiale
- Admiral Hipper, un croiseur lourd
- Bismarck, un cuirassé
- Plusieurs U-Boote de type VII, XVII, XXI et XXVI, sous-marins

| Type           | Bateaux          | Nbre      | N° fabrique  | Construction |
| -------------- | ---------------- | --------- | ------------ | ------------ |
| VII C          | U-551 et U-650   | 100       | 1939 à 1942  | 1939 à 1942  |
| VII C          | U-951 à U-994    | 44        | 151 à 194    | 1941 à 1943  |
| VII C/41       | U-995            | 1         | 195          | 1941 à 1943  |
| U-997 à U-1010 | 14               | 197 à 210 | 1941 à 1944  |              |
| VII C/41       | U-1013 à U-1025  | 13        | 213 à 225    | 1942 à 1945  |
| XVII A         | U-792 et U-793   | 2         | 455 et 456   | 1942 à 1944  |
| XVII B         | U-1405 à U-1407  | 3         | 255 à 257    | 1943 à 1945  |
| XXI            | U-2501 à U-2531  | 31        | 2501 à 2531  | 1943 à 1945  |
| XXI            | U-2533 à U-2536  | 4         | 2533 à 2536  | 1943 à 1945  |
| XXI            | U-2538 à U-2546  | 9         | 2538 à 2546  | 1943 à 1945  |
| XXI            | U-2548           | 1         | 2548         | 1943 à 1945  |
| XXI            | U-2551 et U-2552 | 2         | 2551 et 2552 | 1943 à 1945  |

Le premier sous-marin lancé par les chantiers Blohm + Voss a été le U-551 le 14 septembre 1940, et le dernier sous-marin a été le U-2551 le 31 mars 1945. Il s'agit de sous-marins qui ont été effectivement mis en service dans la Kriegsmarine.
La fabrication des U-Boots suivants a été commencée, mais n'a pas été achevée avant la fin de la guerre :
- U-996, U-1011, U-1012, U-1026, U-1027, U-1028, U-1029, U-1030, U-1031, U-1032, U-1408, U-1409, U-1410, U-2532, U-2537, U-2547, U-2549, U-2550, U-2553, U-2554, U-2555, U-2556, U-2557, U-2558, U-2559, U-2560, U-2561, U-2562, U-2563, U-2564

#### Yachts privés

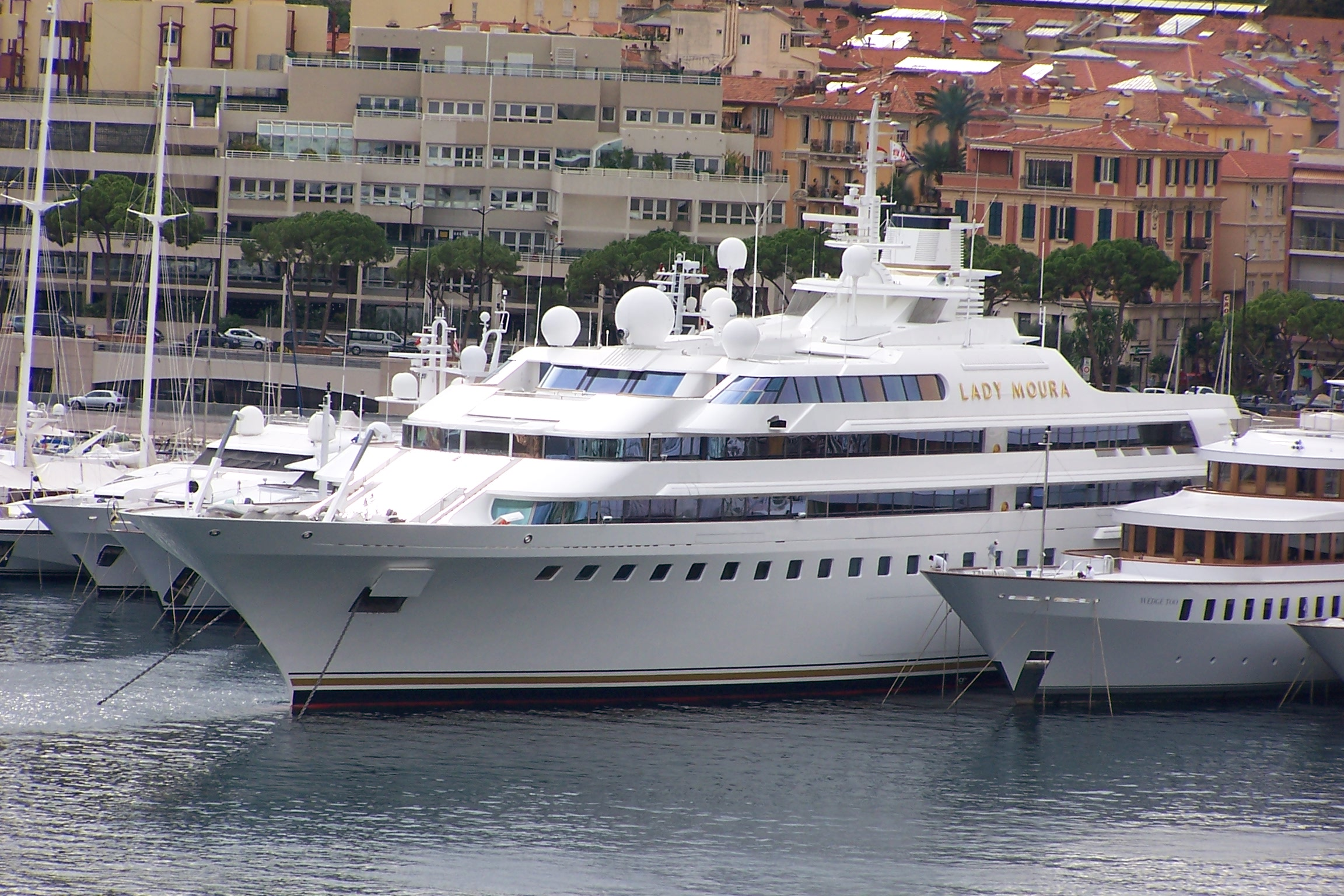
Le Lady Moura dans le port de Monaco.

Aujourd'hui la société s'est spécialisée dans la création de yachts de luxe. Elle a ainsi construit les méga-yachts suivants (liste non exhaustive) :
- Yacht A (119 m, 2008) - propriété du milliardaire russe Andrey Melnichenko
- DubaÏ (162 m, 2006) - propriété de l'Émir de Dubaï, le Sheikh Mohammed ben Rachid Al Maktoum
- Eclipse (170 m, 2010) - troisième plus grand yacht privé du monde, propriété de l'homme d'affaires russe Roman Abramovich.
- Enigma (74,5 m, 1991) - un yacht moderne.
- Grille - construit en tant que yacht de l'État allemand (1935), converti en chasseur de mines au début de la Seconde Guerre mondiale, plus tard reconverti en yacht d'État du troisième Reich, pour les voyages maritimes officiels d'Hitler.
- Lady Moura (105 m, 1990) - dix-neuvième plus long yacht privé du monde
- Savarona (124 m, 1931) - construit pour une héritière américaine en 1931. Devenu plus tard, le yacht présidentiel turc puis un yacht de croisière et restant parmi les plus grands yachts.
- Palladium (95,15 m, 2010) - propriété du milliardaire russe Mikhaïl Prokhorov.
- Mayan Queen IV (92 m, 2008)
- Golden Odyssey (81 m, 1990)

#### Navires modernes
- Aradu, une frégate de la classe Meko 360H1 pour la marine nigérienne
- Destroyers de la classe Almirante Brown (MEKO 360H2) pour la marine argentine
- Rheinland-Pfalz, une frégate de la classe Bremen
- Brandenburg, la première frégate de la classe Brandenburg
- Sachsen, la première frégate de la classe Sachsen
- NRP Vasco da Gama, une frégate de la classe Vasco da Gama, (MEKO 200PN) pour la marine portugaise
- Patrouilleurs de la classe Z28 pour les garde-côtes argentines

Chantiers Blohm + Voss
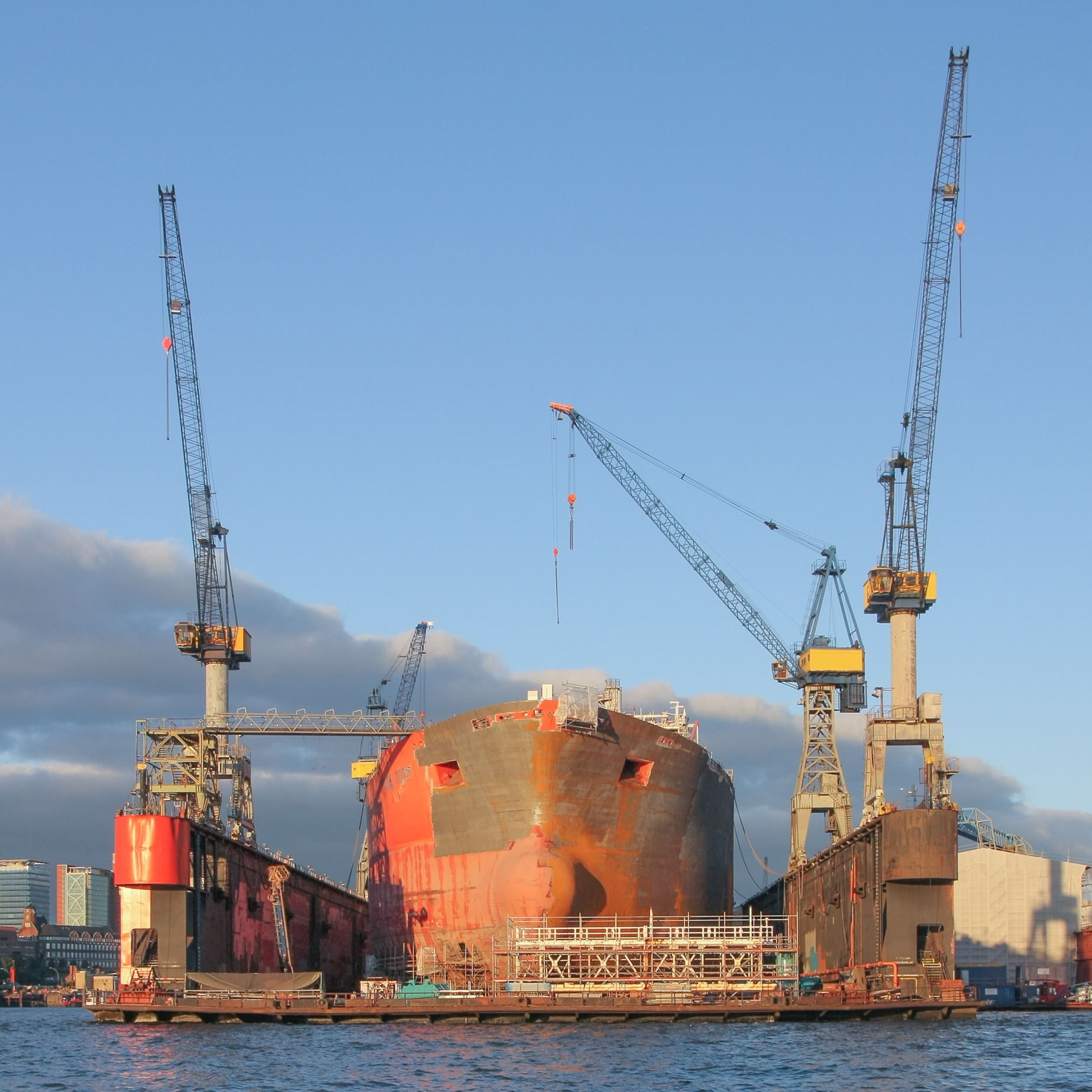
Le super-tanker Uisge Gorm au Dock 11 dans le port de Hambourg.
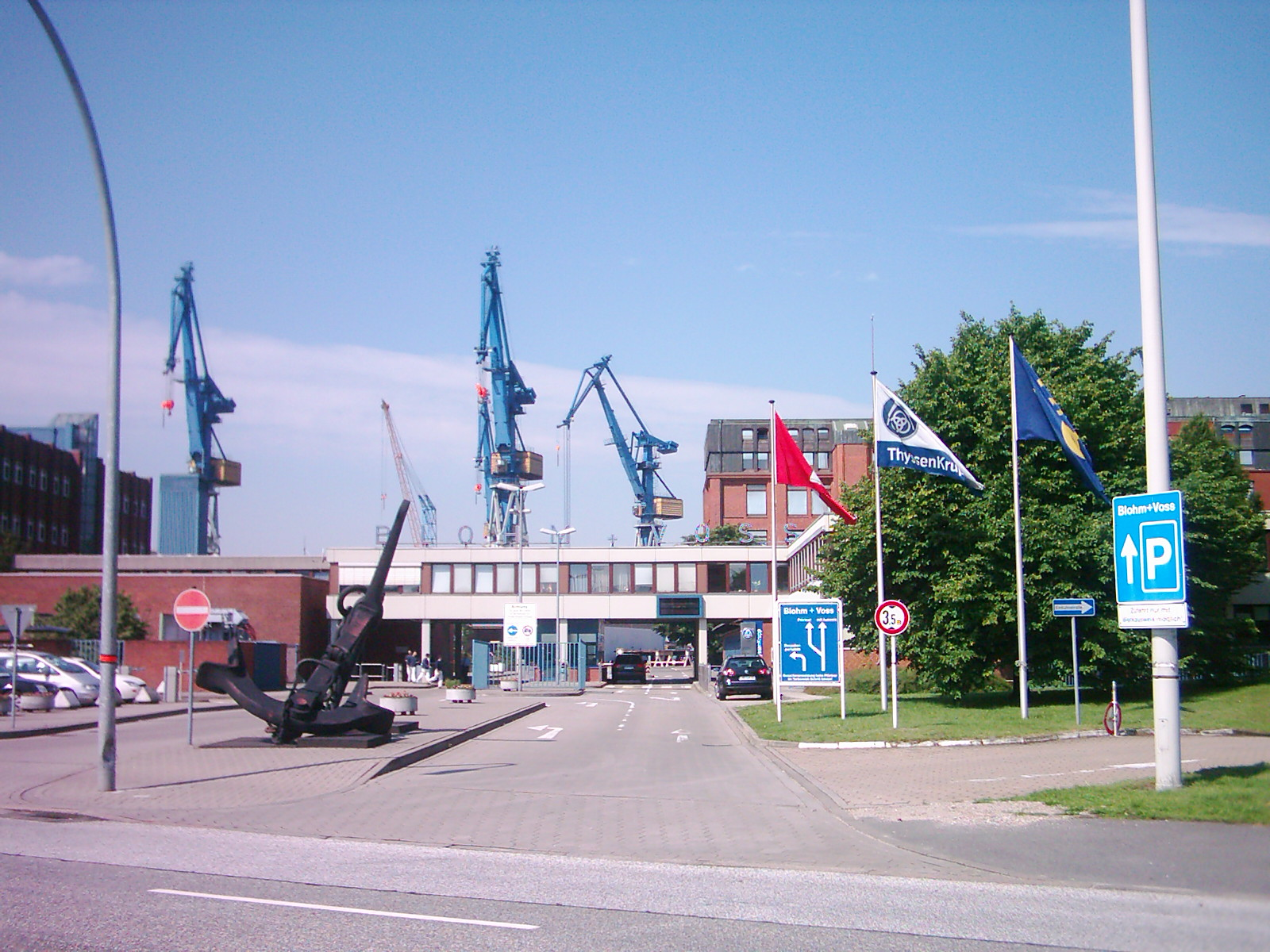
Entrée des chantiers Blohm + Voss.
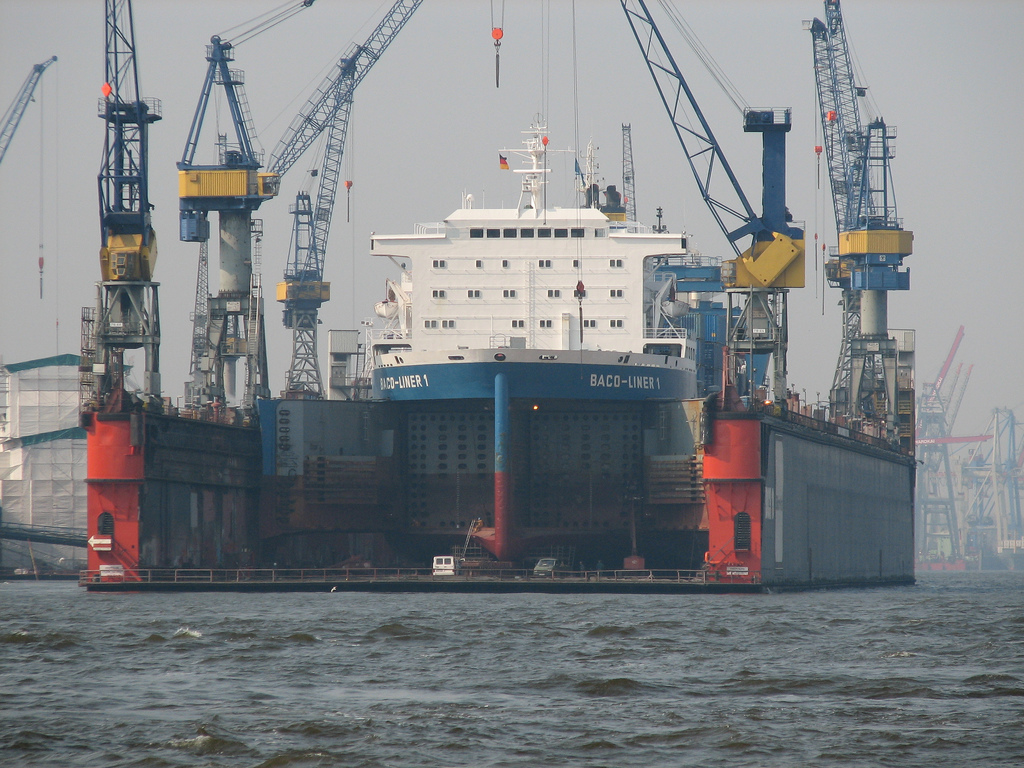
Dock 10 de Blohm + Voss à Hambourg.
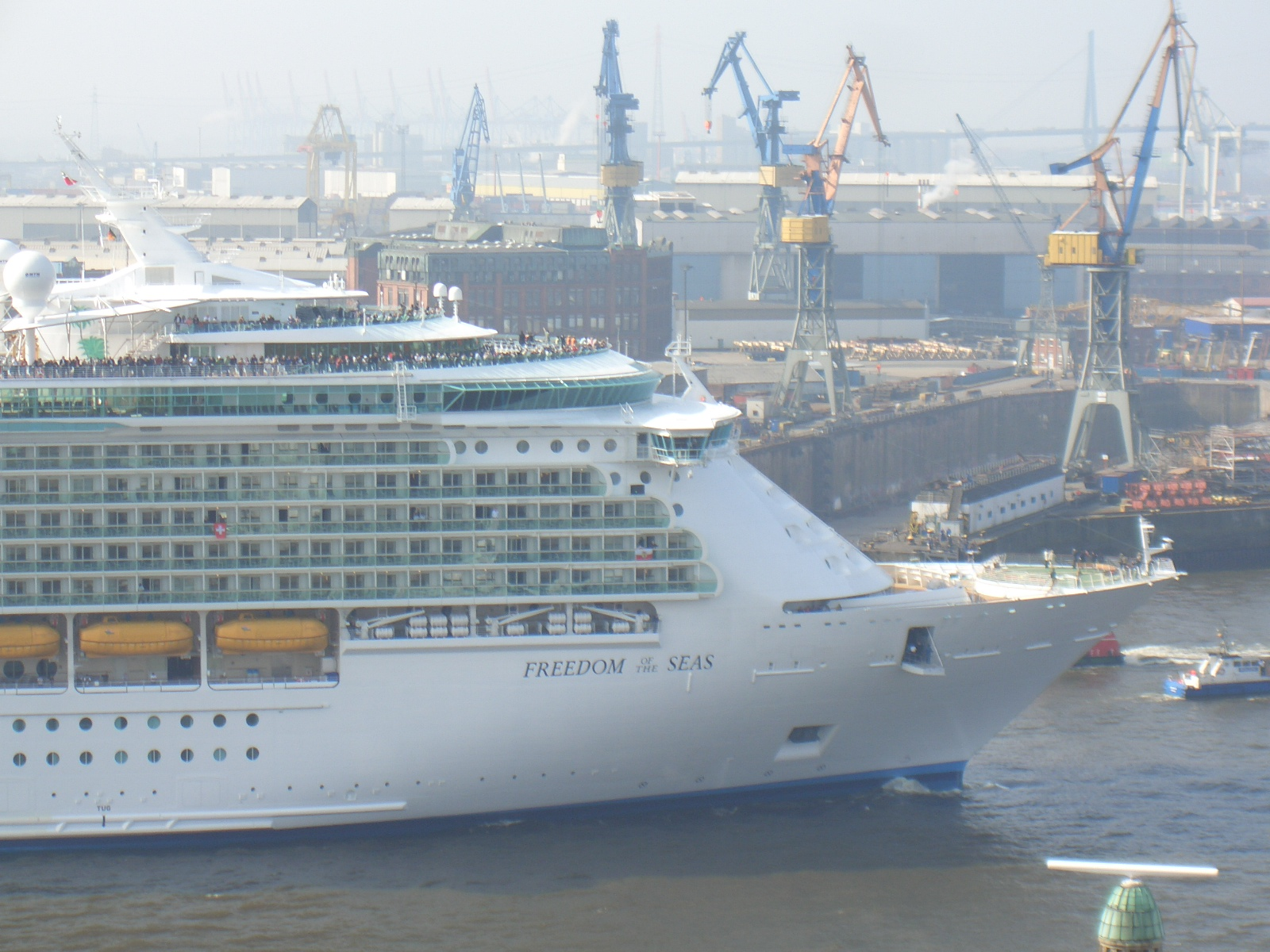
Navire de croisière Freedom of the Seas, avec la cale sèche Elbe 17 en arrière-plan.

### Aéronefs

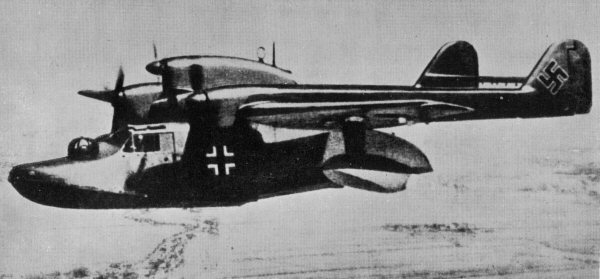
Un Blohm & Voss BV 138.

De 1933 à 1945, la compagnie exploitait la société aéronautique Hamburger Flugzeugbau. Les modèles d'avions, bien que d'abord nommés par le code « Ha » (pour le nom officiel de l'usine), le lien avec les chantiers navals Blohm & Voss était trop fort et donc les premiers concepts d'aéronefs ont été appelés « Blohm & Voss, type Ha... » suivi par le numéro du modèle. Pour mettre fin à cette confusion, en 1938, le ministère de l'Aviation du Reich (Reichsluftfahrtministerium) a changé le code de l'entreprise en « BV ».
L'entreprise a construit de nombreux aéronefs durant la Seconde Guerre mondiale :
- Blohm & Voss BV 40
- Blohm & Voss Ha 135
- Blohm & Voss Ha 137
- Blohm & Voss BV 138
- Blohm & Voss Ha 139
- Blohm & Voss Ha 140
- Blohm & Voss BV 141
- Blohm & Voss BV 142
- Blohm & Voss BV 143 (en)
- Blohm & Voss BV 144
- Blohm & Voss BV 155
- Blohm & Voss BV 170
- Blohm & Voss P 188
- Blohm & Voss P 208
- Blohm & Voss P 212
- Blohm & Voss BV 222
- Blohm & Voss BV 237 (en)
- Blohm & Voss BV 238
- Blohm & Voss BV 246 (en)